# Čepićko polje
Čepićko polje je krško polje u istočnim dijelu Istre na zapadnom podbrežju planine Učke. Na mjestu današnjeg polja nalazilo se Čepićko jezero (oko 860 hektara), koje je isušeno 1932. godine prokopom 4250 metara dugog odvodnog kanala i čije su vode otekle u Plominski zaljev. Danas iz ovog polja teče rijeka Raša.
Nekoliko mjeseci nakon isušivanja izgrađena je kroz njega i prva cesta. Uz Čepićko polje nalazila su se danas opustjela ćiribirska sela od kojih još neka egzistiraju, to su Nova Vas, Letaj, Grobnik, Čepić, Brdo, Kostrčani, Jasenovik i Šušnjevica
Polje današnji stanovnici koriste za sadnju pšenice. Često je pogođeno poplavama.

## Vanjse poveznice
|  | Zajednički poslužitelj ima još gradiva o temi Čepićko polje |

- Čepić – Cepich (Felicia)[neaktivna poveznica]